# 海恩斯堡 (新澤西州)
海恩斯堡（英語：Hainesburg）是位於美國新澤西州沃倫縣的普查規定居民點。

## 人口
根據2020年美國人口普查的數據，海恩斯堡的面積為3.95平方千米，當中陸地面積為3.89平方千米，而水域面積為0.05平方千米。當地共有人口422人，而人口密度為每平方千米106.84人。